# Mühlenstraße 153 (Mönchengladbach)

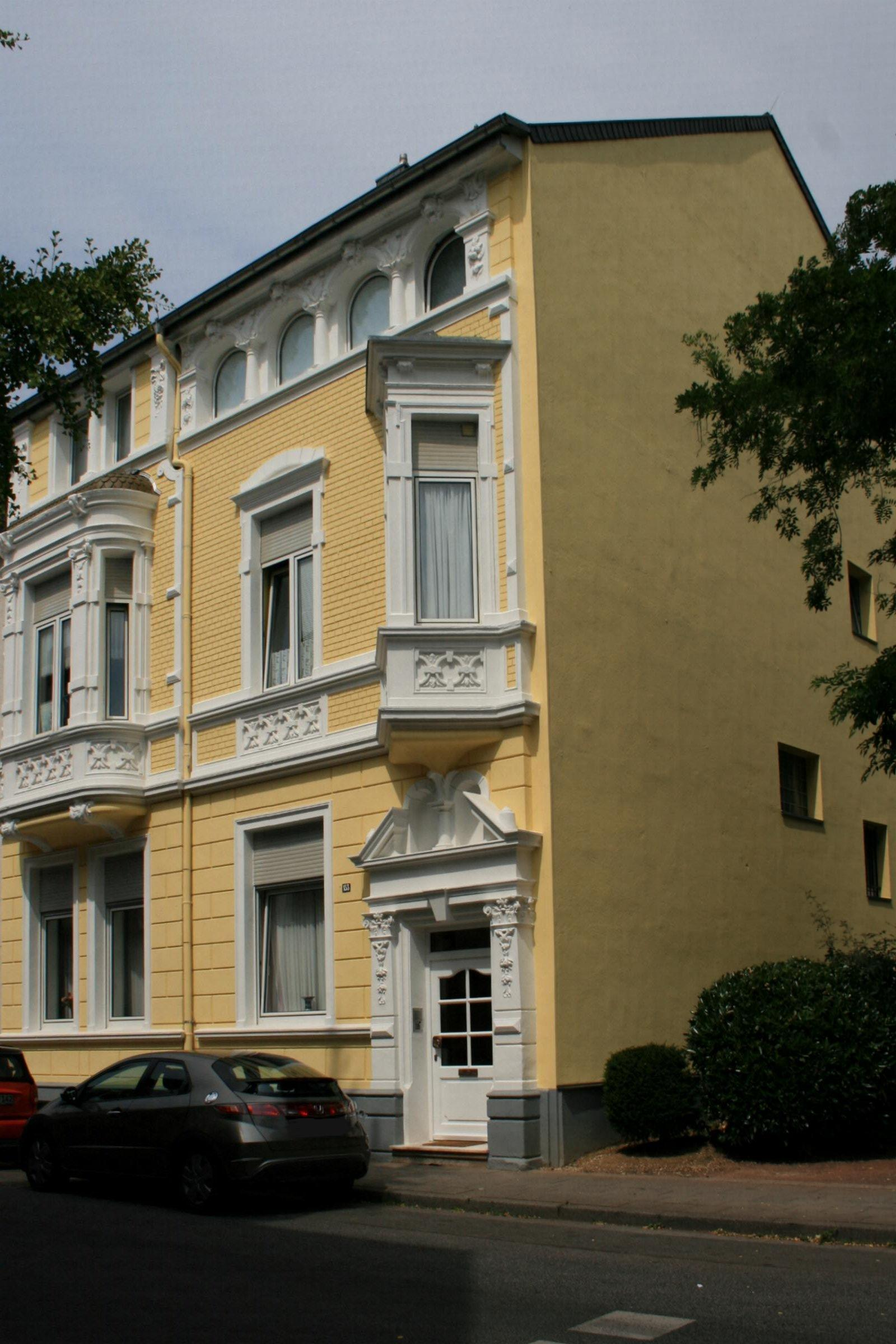
Wohnhaus (2010)

Das Wohnhaus Mühlenstraße 153 steht im Stadtteil Rheydt in Mönchengladbach (Nordrhein-Westfalen).
Das Gebäude wurde 1898 erbaut. Es wurde unter Nr. M 040 am 12. Juni 1989 in die Denkmalliste der Stadt Mönchengladbach eingetragen.

## Lage
Das Wohnhaus liegt in dem Teil der Mühlenstraße, der auf den (aufgegebenen) Bahnhof Geneicken führt.

## Architektur
Das repräsentative Gebäude Nr. 153 wurde 1898 als traufständiges, dreiachsiges und dreigeschossiges Wohnhaus unter einem Satteldach erbaut. Aufgrund der Formensprache des Historismus, als unverzichtbarer Teil des Ensembles sowie aus architektonischen Gründen erhaltenswert.